# 高橋宏
高橋宏（日语：高橋 ひろ，1964年8月10日—2005年11月4日），本名高橋裕幸，日本歌手、作詞家、作曲家。

## 活動經歷
1984年開始加入「POPSICLE」樂團然後展開活動。之後被財津和夫提拔，1987年從樂團TULIP的第三期加入開始職業音樂生涯。樂團不只專輯曲，連有些主打單曲也讓高橋製作，受到器重。
1989年，TULIP解散後暫時再結成「POPSICLE」，從獨立製作發表專輯後，1993年開始個人活動生涯。成為「幽遊白書」片尾曲的「不平衡之吻」(アンバランスなKissをして)(銷售破50萬)，「當太陽再度閃耀時」(太陽がまた輝くとき)取得大成功，也在音樂節目露面。不過，由於所屬唱片公司的解散，之後縮小歌手活動，活動重心轉移為幕後作曲者。以後，主要作曲動畫音樂，舞台音樂，電視廣播音樂。2005年度的「ニッポン放送ショウアップナイター」節目音樂也是他的作品(持續到使用到2008年度)。生前很喜歡北海道的靜內町(現在的新日高町)，並受啟發製作作品「SIZUNAI～我喜歡的風景～」(SIZUNAI～僕の好きな風景～)。過世後城市當地志願者成立「CD製作實行委員會」將樂曲CD化，在本地CD店舖和旅遊協會被銷售。
2005年11月4日，由於腹膜後腫瘤併發的多重器官衰竭逝世，得年41歲。

## 軼聞
在音樂節目MUSIC STATION提到在中學生時代聽塔摩利在廣播中批評軟派系音樂，所以放棄了軟派系音樂。
在HEY!HEY!HEY!節目中提到「女心」和「北の街」是國小5年級時創作的曲子。
2010年3月15日，逝世四年後，發行「高橋ひろ ベスト・コレクション」(高橋宏 BEST COLLECTION)CD，
收錄1993年至1995年間發行的經典作品。

## 音樂作品

### 專輯
- 君じゃなけりゃ意味ないね（1993.11.19）
- WELCOME TO POPSICLE CHANNEL（1994.11.18）
- new horizon（1995.11.17）
- Great Big Kiss（2000.11.11）

### 單曲
- いつも上機嫌（1993.11.19）
- アンバランスなKissをして（1993.12.17）
- 君じゃなけりゃ意味がないね（1994.2.18）
- 太陽がまた輝くとき（1994.6.17）
- くちびるがほどけない（1995.6.21）
- しあわせのパイロット（1995.11.1）
- ソーダ・ファウンテン（1998.10.1）
- なぜなに君の大図鑑（2002.3.23）
- 華麗なるone step（2002.9.16）
- 微笑みの爆弾（歌：馬渡松子）/アンバランスなKissをして/太陽がまた輝くとき（2005.6.1）
  - 再録音ヴァージョン